# Lagoa Laram
Der Lagoa Laram (auch Lagoa Laga) ist ein Salzsee im osttimoresischen Suco Samalari (Verwaltungsamt Laga, Gemeinde Baucau), östlich der Ortschaft Buigira. Bis 2015 gehörte der See zum Suco Nunira. Da Salzsee auf Tetum „Lagoa Masin“ heißt, wird der See manchmal fälschlich mit diesen Namen benannt.

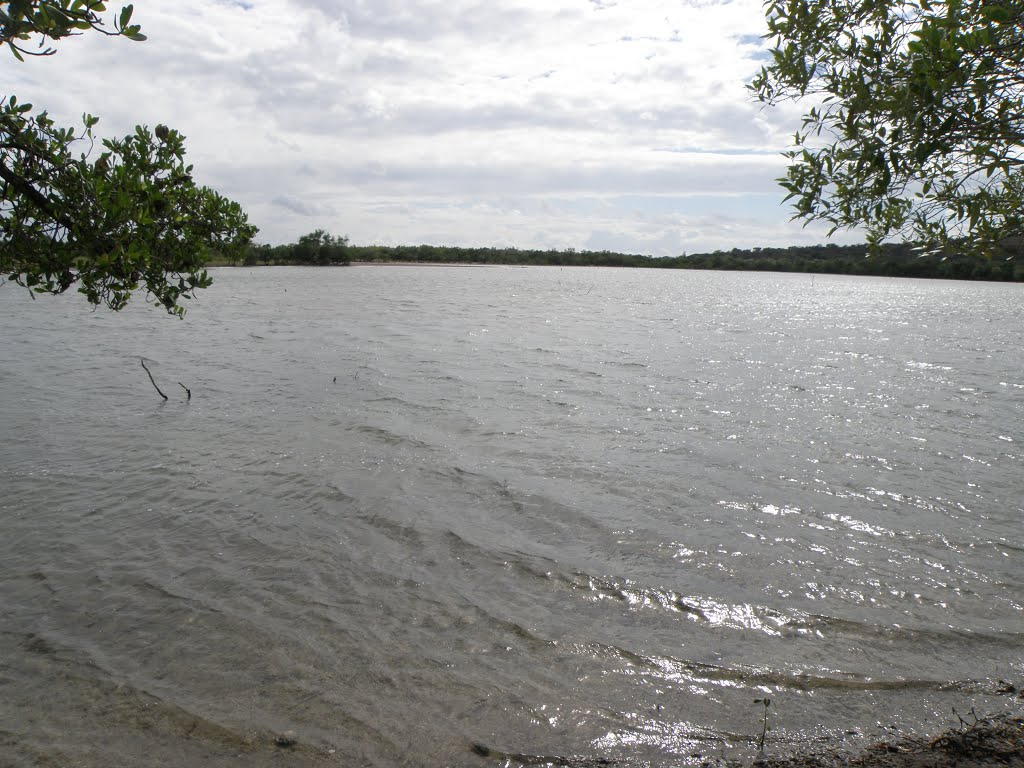
Der Laramsee, gut gefüllt während
eines La Niña-Jahres (2010)

Der nah der Küste gelegene See hat eine Fläche von bis zu 150.000 m². und wird durch mehrere kleine Flüsse aus der näheren Umgebung gespeist. In der Trockenzeit verschwinden aber die Zuflüsse und der See trocknet aus.
Das Salz des Sees wird mit Salzfeldern abgebaut.